# Stenospermation zeacarpium
Stenospermation zeacarpium är en kallaväxtart som beskrevs av Michael T. Madison. Stenospermation zeacarpium ingår i släktet Stenospermation och familjen kallaväxter. Inga underarter finns listade.